# Décès en 1944
Décès
- 1940
- 1941
- 1942
- 1943
- 1944
- 1945
- 1946
- 1947
- 1948

Cet article présente une liste de personnalités mortes au cours de l'année 1944.

Les mois de l'année font également l'objet de listes spécifiques :

## Décès par mois

### Date précise inconnue
- Marie Louise Amiet, dessinatrice et peintre française (° 17 avril 1879).
- Gabriel Bau, footballeur espagnol (° 1892).
- Vladimir Baranov-Rossiné, peintre ukrainien (° 1er janvier 1888).
- Benoît Benoni-Auran, peintre français (° 1859).
- François-Ignace Bibal, peintre français (° 17 septembre 1878).
- Mattéo Brondy, peintre, dessinateur et vétérinaire français (° 1866).
- Jules Cayron, peintre français (° 28 septembre 1868).
- Hedwige Chrétien, compositrice française (° 15 juillet 1859).
- Félix Courché, peintre français du courant symboliste (° 20 avril 1863).
- Gabriel-Charles Deneux, peintre français (° 8 septembre 1856).
- Norbu Dhondup, interprète et diplomate tibétain puis agent britannique (° 1884).
- Haim Epstein, peintre polono-français (° 1891).
- Alexandre Heimovits, peintre franco-polonais (° 1900).
- Henri Hourtal, peintre français (° 1877).
- Stanislav Joukovski, peintre d'origine polonaise et biélorusse (° 1873).
- Michał Kamieński, militaire, sculpteur et peintre polonais (° 13 août 1893).
- Dick Kattenburg, compositeur néerlandais (° 11 novembre 1919).
- Lin Zongsu, féministe et journaliste chinoise (° 1878).
- Henri Pinta, peintre français, prix de Rome en 1884 (° 1856).
- Mary Rankin Swan, peintre portraitiste irlandaise (° 1844).
- Ulisse Ribustini, peintre italien (° 26 août 1852).
- Octavie Charles Paul Séailles, peintre et graveuse française (° 1855).
- Eugenio Zampighi, peintre et photographe italien (° 17 octobre 1859).

### Janvier
- 2 janvier : Jacques Gotko, peintre et chef décorateur français (° 1899).
- 9 janvier :
  - Emmanuel de La Villéon, peintre et illustrateur post-impressionniste français (° 29 mai 1858).
  - Thérèse Pomey, peintre française (° 26 janvier 1867).
- 10 janvier : Fernando Magalhães, médecin-obstétricien brésilien, créateur de l'école brésilienne d'obstétrique (° 18 février 1878).
- 11 janvier : Galeazzo Ciano, homme politique italien, gendre de Benito Mussolini (° 18 mars 1903).
- 12 janvier : Adrien Lemaître, peintre français (° 30 mars 1863).
- 13 janvier : William Collier Sr., acteur, dramaturge et metteur en scène américain (° 12 novembre 1863).
- 14 janvier : Nadine Landowski, peintre française (° 1er juin 1908).
- 18 janvier :
  - Lev Conus, pianiste, professeur de musique et compositeur russe et  français (° 26 avril 1871).
  - Nikolaï Samokich, peintre et illustrateur russe puis soviétique (° 25 octobre 1860).
- 20 janvier : Émile Belot, ingénieur et astronome (° 8 décembre 1857).
- 21 janvier : William Whiteman Carlton Topley, bactériologiste britannique (° 19 janvier 1886).
- 22 janvier : Ernest Cracco, peintre belge (° 23 août 1864).
- 23 janvier : Edvard Munch, peintre norvégien (° 12 décembre 1863).
- 24 janvier : Tano Genaro, musicien argentin (° 17 février 1886).
- 29 janvier : Jules Huet de Froberville, peintre et décorateur de théâtre français (° 17 février 1868).
- 31 janvier : Jean Giraudoux, écrivain et diplomate français (° 29 octobre 1882).

### Février
- 1er février :
  - François Bovesse, homme politique belge (° 10 juin 1890).
  - Piet Mondrian, peintre néerlandais (° 7 mars 1872).
- 5 février : Marie-Alphonsine Loretti, ambulancière militaire française première femme décorée de la Médaille militaire (° 29 juillet 1915).
- 6 février :
  - Julien Féron, peintre français (° 14 septembre 1864).
  - Arthur Sauvé, journaliste et  homme politique canadien (° 1er octobre 1874).
- 9 février : Jean Tousseul, écrivain belge d'expression française (° 7 décembre 1890).
- 10 février : 
  - Alfred Bachelet, compositeur et chef d'orchestre français (° 26 février 1864).
  - Adolphe Le Gualès de Mézaubran, résistant et homme politique français (° 15 janvier 1886).
- 12 février : John Saint-Hélier Lander, peintre portraitiste et paysagiste britannique (° 19 octobre 1868).
- 13 février : Arthur Evans, syndicaliste canadien (° 24 avril 1890).
- 16 février : Mainie Jellett, peintre irlandaise (° 29 avril 1897).
- 17 février : Jessie Webb, historienne australienne (° 31 juillet 1880).
- 26 février : Lucienne Heuvelmans, sculptrice, peintre et illustratrice française (° 25 décembre 1881).
- 28 février : Olaf Nelson, homme politique et figure du mouvement anticolonial samoan (° 24 février 1883).

### Mars
- 3 mars : Paul-Émile Janson, homme politique belge (° 30 mai 1872).
- 5 mars :
  - Max Jacob, poète, romancier, essayiste, épistolier et peintre français (° 12 juillet 1876).
  - Constant Montald, peintre et sculpteur belge (° 4 décembre 1862).
- 9 mars :
  - Arthur Roy Brown, aviateur canadien (° 23 décembre 1893).
  - Ferenc Ripka, homme politique hongrois (° 1er septembre 1871).
- 11 mars :
  - Irvin S. Cobb, écrivain, scénariste et acteur américain (° 23 juin 1876).
  - Paul Gervais, peintre français (° 7 septembre 1859).
- 13 mars :
  - Arthur Midy, peintre français (° 18 mars 1877).
  - Lucien Mignon, peintre, illustrateur, lithographe et pastelliste français (° 13 septembre 1865).
- 15 mars : Josef Bělka, footballeur  tchécoslovaque (° 20 février 1886).
- 18 mars : Franz Melchers, peintre, dessinateur et graveur néerlandais d'origine allemande (° 16 avril 1868).
- 19 mars :
  - Henry Francis Bryan, homme politique américain (° 3 mai 1865).
  - Édouard de Castelnau, général français (° 24 décembre 1851).
- 20 mars : Ilia Machkov, peintre russe puis soviétique (° 29 juillet 1881).
- 26 mars : 
  - Henri Le Riche, peintre, sculpteur, graveur et illustrateur français (° 12 avril 1868).
  - Jules Ruhfel, résistant français (° 2 août 1909).
- 28 mars : Jean-Marie Plum, prêtre catholique, organiste et compositeur belge (° 30 juin 1899).
- 30 mars : Lucien Laurent-Gsell, peintre et illustrateur français (° 19 novembre 1860).
- ? mars : Maurice Tastemain, peintre et maître-verrier français (° 6 septembre 1878).

### Avril
- 3 avril : Octav Băncilă, peintre roumain (° 4 février 1872).
- 4 avril  : Morris H. Whitehouse, architecte américain (° 21 mars 1878).
- 6 avril : 
  - Ernest Lerwile, contrebassiste et compositeur français (° 4 août 1863).
  - Albert Valensin, prêtre jésuite français, professeur de théologie à la Faculté catholique de Lyon, prédicateur en Extrême-Orient  († 21 octobre 1873).
- 9 avril : Henri Cazalet, homme politique français (° 11 janvier 1886).
- 12 avril : Giorgio Belloni, peintre italien (° 13 décembre 1861).
- 13 avril : Cécile Chaminade, compositrice et pianiste française (° 8 août 1857).
- 15 avril : Joseph de La Nézière, peintre et illustrateur français (° 5 août 1873).
- 16 avril : Paul Briaudeau, peintre français (° 14 juin 1869).
- 17 avril :
  - Anastas Bocarić, peintre dalmate puis yougoslave (° 1er janvier 1864).
  - Magdeleine Hue, peintre française de l'École de Rouen (° 31 octobre 1882).
- 19 avril : Mohamed Ben Teffahi, musicien algérien (° 1870).
- 22 avril : Hippolyte Aucouturier, coureur cycliste français (° 17 octobre 1876).
- 28 avril : Matsuoka Hisashi, peintre japonais de style yōga (° 5 mars 1862).
- 29 avril : Józef Klukowski, peintre et sculpteur polonais (° 13 novembre 1894).

### Mai
- 3 mai : Cuyler Supplee, acteur américain (° 13 février 1894).
- 5 mai :  
  - Eric Edenwald, résistant français de la police municipale de Colmar (° 27 décembre 1909).
  - Frédéric Hunsinger, résistant français de la police municipale de Colmar (° 23 novembre 1907).
  - Alphonse, Ambroise Hurth, résistant français, employé municipal de la ville de Colmar (° 8 décembre 1908).
- 7 mai :  Jeanne Corbin, enseignante, syndicaliste et femme politique canadienne (° mars 1906).
- 10 mai : 
  - Pierre Drobecq, architecte, peintre, graveur, lithographe et illustrateur français (° 27 juillet 1893).
  - Karl Lederer, résistant autrichien au nazisme (° 22 septembre 1909).
- 18 mai : Émile Chanoux, homme politique italien (° 9 janvier 1906).
- 29 mai : Francisque Pomat, peintre et dessinateur français (° 25 mai 1874).
- 30 mai : Maurice Dubois, peintre français (° 4 juin 1869).
- ? mai : Édouard Crémieux, peintre français (° 21 janvier 1856).

### Juin
- 2 juin : 
  - Achille Laugé, peintre post-impressionniste français (° 29 avril 1861).
  - Zikmund Schul, compositeur allemand (° 11 janvier 1916).
- 4 juin :
  - Bruno Buozzi, syndicaliste et homme politique italien (° 31 janvier 1881).
  - Fernand Herrmann, acteur français (° 21 février 1886).
- 5 juin : Ker-Xavier Roussel, peintre français (° 10 décembre 1867).
- 6 juin :
  - Maurice Pigeon, peintre français (° 29 décembre 1883).
  - Henri Silvy, diplomate, compagnon de la Libération (° 5 septembre 1920).
- 8 juin : Ivan Blinov, calligraphe et peintre-miniaturiste russe puis soviétique (° 17 novembre 1872).
- 9 juin : Gino Parin, peintre italien (° 25 août 1876).
- 10 juin :
  - Mario Cipriani, coureur cycliste italien (° 29 mai 1909).
  - Sylvio Lazzari, compositeur français d'origine autrichienne (° 30 décembre 1857).
  - Frank Ryan, militant du républicanisme irlandais (° 11 septembre 1902).
- 11 juin : Vojtěch Preissig, designer, typographe, graveur et enseignant austro-hongrois puis tchécoslovaque (° 31 juillet 1873).
- 20 juin : 
  - Toni Merkens, coureur cycliste allemand (° 21 juin 1912).
  - Bessie Te Wenerau Grace, enseignante et éducatrice maorie néo-zélandaise (° 28 octobre 1889).
  - Jean Zay, homme politique français (° 6 août 1904).
- 21 juin : Nello Troggi, coureur cycliste italien (° 26 avril 1912).
- 23 juin : Sefanaia Sukanaivalu, soldat fidjien récipiendaire de la croix de Victoria (° 1er janvier 1918).
- 24 juin : Rio Gebhardt, pianiste, chef d'orchestre et compositeur allemand (° 1er novembre 1907).
- 25 juin : Dénes Berinkey, homme politique hongrois (° 17 octobre 1871).

### Juillet
- 1er juillet : Henri-Marcel Magne, peintre et décorateur français (° 11 octobre 1877).
- 4 juillet : Gustave Brisgand, peintre  et pastelliste français (° 29 novembre 1867).
- 7 juillet :
  - Georges Mandel, homme politique français (° 5 juin 1885).
  - Michel Temporal, médecin militaire français (° 13 janvier 1886).
- 8 juillet : Alfred Thimmesch, résistant français et juste parmi les nations (° 29 mai 1901).
- 9 juillet : Marie Joseph Erb, compositeur et organiste français, professeur au conservatoire de Strasbourg (° 28 octobre 1858).
- 10 juillet : Lucien Pissarro, peintre français (° 20 février 1863).
- 13 juillet : Arturo Bendini, homme politique italien (° 17 avril 1891).
- 14 juillet : Romans Suta, peintre letton (° 28 avril 1896).
- 15 juillet : frère Marie-Victorin, religieux et botaniste (° 3 avril 1885).
- 17 juillet : Alan Dinehart, acteur, dramaturge et metteur en scène américain (° 3 octobre 1889).
- 19 juillet : Will Marion Cook, violoniste et chef d'orchestre de jazz américain (° 27 janvier 1869).
- 20 juillet : Giuseppe Beotti, prêtre italien, tué par les nazis, martyr catholique (° 26 août 1912).
- 23 juillet : Gérard Doré, plus jeune soldat canadien à mourir au front durant la guerre (° 29 août 1927).
- 24 juillet : Bortolo Belotti, homme politique, historien et juriste italien (° 26 août 1877).
- 27 juillet :
  - Clifford William Robinson, premier ministre du Nouveau-Brunswick (° 31 mai 1907).
  - Victor Vreuls, violoniste, chef d'orchestre et compositeur belge (° 4 février 1876).
- 29 juillet : Widgey R. Newman, scénariste, réalisateur et producteur de cinéma britannique (° 30 septembre 1900).
- 31 juillet :
  - Sophie Blum-Lazarus, peintre paysagiste et pastelliste française d'origine allemande (° 15 juillet 1867).
  - Antoine de Saint-Exupéry, écrivain et aviateur français (° 29 juin 1900).

### Août
- 2 août :
  - Joseph Bonnet, organiste et compositeur français (° 17 mars 1884).
  - Charles Hardinge, diplomate et homme politique britannique (° 20 juin 1858).
- 5 août : Henri Romanetti, officier mitrailleur aérien, compagnon de la Libération (° 7 mars 1909).
- 7 août : Agustín Barrios Mangoré, compositeur paraguayen pour guitare (° 5 mai 1885).
- 8 août : Robert Darniche, résistant français (° 23 juillet 1910)
- 12 août : Luc Dietrich, écrivain et photographe français (° 17 mars 1913).
- 14 août : Ermend-Bonnal, organiste, pianiste et compositeur français (° 1er juillet 1880).
- 15 août : Pietro Chesi, coureur cycliste italien (° 24 novembre 1902).
- 17 août : Paul Wormser, champion olympique d'escrime et résistant français (° 11 juillet 1905).
- 19 août : Génia Lioubow, peintre française (° 15 février 1874).
- 20 août : Leon Chwistek, peintre avant-gardiste, théoricien de l'art moderne, critique littéraire, logicien, philosophe et mathématicien polonais (° 13 janvier 1884 ou 13 juin 1884).
- 22 août : Pierre Le Goffic, officier des Forces françaises libres, compagnon de la Libération (° 2 janvier 1912).
- 26 août : Stanké Dimitrov, homme politique bulgare (° 5 février 1889).
- 27 août : Adolphe Rey, peintre français (° 8 avril 1863).
- 29 août : Jean-Claude Touche, musicien français (° 7 août 1926).
- 30 août :
  - Édouard Navellier, graveur, sculpteur et peintre français (° 26 mars 1865).
  - Carl-Heinrich von Stülpnagel, général allemand (° 2 janvier 1886).
- ? Stanislav Joukovski, peintre d'origine polonaise et biélorusse (° 13 mai 1873).

### Septembre
- 2 septembre :
  - Eugenio Gestri, coureur cycliste italien (° 27 octobre 1905).
  - Maria Vetulani de Nisau, soldate polonaise (° 27 novembre 1898).
- 5 septembre :
  - Gustave Biéler, agent canadien du service secret britannique Special Operations Executive pendant la Seconde Guerre mondiale (° 26 mars 1904).
  - Feliks Michał Wygrzywalski, peintre orientaliste polonais (° 20 novembre 1875).
- 7 septembre : Gaspare Colosimo, avocat, homme politique et philanthrope italien (° 8 avril 1859).
- 9 septembre : Raymond Demey, joueur et entraîneur de football français (° 1902).
- 16 septembre : Pierre-Marie Gourtay, évêque catholique français (° 8 mai 1874).
- 21 septembre : Giovanni Mataloni, peintre, graveur, illustrateur et affichiste italien (° 24 juillet 1869).
- 24 septembre : Hugo Thimig, acteur et réalisateur allemand (° 16 juin 1854).
- 26 septembre : Ewa Matuszweska, soldate et résistante polonaise (°7 septembre 1919).
- 27 septembre :
  - Hersz Berliński, insurgé polonais (° 1908).
  - André Devambez, peintre et illustrateur français (° 26 mai 1867).
  - Aristide Maillol, sculpteur et peintre français (° 8 décembre 1861).
- 29 septembre : Wilhelm Leuschner, homme politique allemand (° 15 juin 1890).

### Octobre
- 1er octobre : Abdelaziz Thâalbi, homme politique tunisien (° 5 septembre 1876).
- 4 octobre : Harry Beresford, acteur anglais (° 4 novembre 1863).
- 7 octobre : Abraham Léon, intellectuel et militant trotskiste belge (° 1918).
- 10 octobre :
  - Ramón Castillo, président de l'argentine (° 20 novembre 1873).
  - Voldemārs Irbe, peintre réaliste letton (° 13 novembre 1893).
- 11 octobre : Adolf E. Licho, acteur, réalisateur et scénariste russe/allemand (° 13 septembre 1876).
- 14 octobre : Erwin Rommel, militaire allemand (° 15 novembre 1891).
- 15 octobre : Pierre Gatier, peintre et graveur français (° 12 janvier 1878).
- 19 octobre : Leopoldo Metlicovitz, peintre, affichiste, illustrateur et metteur en scène italien  d'origine dalmate (° 17 juillet 1868).
- 21 octobre :
  - Hilma af Klint, artiste suédoise, théosophe, pionnière de l'art abstrait (° 26 octobre 1862).
  - Lionel Pape, acteur anglais ° 17 avril 1877).
- 24 octobre : Louis Renault, ingénieur et industriel français (° 12 février 1877).
- 25 octobre : Eustace Wyatt, acteur britannique (° 5 mars 1882).
- 27 octobre : Léo Gausson, peintre français (° 14 février 1860).
- 29 octobre : Max Götze, coureur cycliste sur piste allemand (° 13 octobre 1880).
- 30 octobre :
  - Paul Ladmirault, compositeur français (° 8 décembre 1877).
  - Otto Wallburg, acteur et humoriste allemand (° 21 février 1889).

### Novembre
- 6 novembre :
  - Fritz Brodowski, général allemand (° 26 novembre 1886).
  - Fernand Charpin, acteur français (° 1er juin 1887).
  - Georges Dufétel, architecte et résistant français (° 21 février 1886).
  - Walter Edouard Guinness, homme politique et homme d'affaires britannique (° 29 mars 1880).
- 7 novembre :
  - Max Bergmann, chimiste germano-américain (° 12 février 1886).
  - Alfred Renaudin, peintre français (° 3 juin 1866).
- 9 novembre : Aimé Lepercq, ministre des Finances (° 2 septembre 1889).
- 10 novembre : Ferdinand Gottschalk, acteur et metteur en scène anglais (° 28 février 1858).
- 13 novembre : Iossif Outkine, poète et correspondant de guerre soviétique (° 27 mai 1903).
- 19 novembre : Ludwig Dettmann, peintre allemand (° 25 juillet 1865).
- 22 novembre : Sir Arthur Eddington, astronome et physicien britannique (° 28 décembre 1882).
- 23 novembre : 
  - Robert Fleig, résistant français pendant la Seconde Guerre mondiale, qui guide la 2e division blindée lors de la libération de Strasbourg (°28 juin 1893).
  - Albert Zimmer, résistant français et combattant de la 2e DB mort, à quelques kilomètres de chez lui, en participant à la libération de Strasbourg (°12 juillet 1922).
- 24 novembre : 
  - Yves Nonen, Compagnon de la Libération (° 5 août 1916).
  - Jun Tsuji, écrivain, poète, essayiste, dramaturge et traducteur japonais (° 4 octobre 1884).
- 25 novembre : 
  - Justin Pennerath, prêtre et résistant français pendant la Seconde Guerre mondiale (° 14 juin 1902).
  - Joseph Roth, prêtre et résistant français pendant la Seconde Guerre mondiale (° 7 septembre 1911).
- 27 novembre : Georges Griois, peintre français (° 5 août 1872).
- 28 novembre : Jean-Paul Sac, un résistant français mort à 16 ans (° 14 décembre 1927).
- 29 novembre : Hégésippe Jean Légitimus, homme politique français (° 8 avril 1868).
- 30 novembre : 
  - Pierre Audevie, résistant français du réseau Alliance pendant la Seconde Guerre mondiale (° 5 septembre 1897).
  - Sigismond Damm, résistant français du réseau Alliance pendant la Seconde Guerre mondiale (° 5 juin 1905).
  - Jean-Henri Durand, résistant français du réseau Alliance pendant la Seconde Guerre mondiale (° 18 septembre 1900).
  - Michel Gartner, résistant français du réseau Alliance pendant la Seconde Guerre mondiale (° 30 juillet 1919).
  - Robert Gontier, résistant français du réseau Alliance pendant la Seconde Guerre mondiale (° 28 février 1915).
  - André Joriot, officier et résistant français du réseau Alliance pendant la Seconde Guerre mondiale (° 3 novembre 1921).
  - Martin Sabarots, résistant français du réseau Alliance pendant la Seconde Guerre mondiale (° 22 février 1894).
  - Antoine Mariotte, compositeur français (° 22 décembre 1875).

### Décembre
- 3 décembre: André de Grèce, membre de la famille royale grecque (° 2 février 1882 C.G).
- 4 décembre :
  - Léon Desbuissons, peintre, graveur et aquafortiste français (° 30 mai 1863).
  - Yan Bernard Dyl, peintre  et illustrateur français (° 18 juin 1887).
- 5 décembre : Robert Smeaton White, journaliste et politicien fédéral canadien (° 15 mars 1856).
- 8 décembre : Claude Firmin, peintre français (° 18 février 1864).
- 9 décembre : Laird Cregar, acteur américain (° 28 juillet 1913).
- 13 décembre :
  - Vassily Kandinsky, peintre et graveur russe (° 16 décembre 1866).
  - Tony Minartz, peintre, dessinateur, illustrateur et graveur français (° 28 avril 1870).
- 15 décembre : Glenn Miller, tromboniste et chef d'orchestre de jazz américain (° 1er mars 1904).
- 19 décembre : Abbas II Hilmi, dernier Khédive d'Égypte (° 14 juillet 1874).
- 22 décembre : Henri Muffang, linguiste, espérantiste, germaniste, traducteur et anthropologue français (° 26 septembre 1864).
- 23 décembre : Eugène Prévost-Messemin, décorateur de théâtre, peintre et illustrateur français (° 8 décembre 1880).
- 25 décembre : Edwin Stanley, acteur américain (° 22 novembre 1880).
- 27 décembre :
  - Amy Beach, compositrice et pianiste américaine (° 5 septembre 1867).
  - Peter Deunov, philosophe et théologien bulgare (° 11 juillet 1864).
- 30 décembre : Romain Rolland, écrivain français, Prix Nobel de littérature 1915 (° 29 janvier 1866).
- 30 décembre :
  - Léon Gontier, militant socialiste et résistant français (° 19 janvier 1886).
  - Marcel Tyberg, chef d'orchestre et organiste autrichien (° 27 janvier 1893).